# Joe DiCocco
Joe DiCocco ist ein US-amerikanisch-schwedischer Basketballtrainer und ehemaliger -spieler.

## Werdegang

### Spieler
DiCocco, ein 1,98 Meter großer Flügelspieler, kam zwischen 1971 und 1974 auf insgesamt 78 Spiele für die La Salle University in seinem Heimatland, den Vereinigten Staaten. Im Spieljahr 1976/77 bestritt er 13 Einsätze für die Mannschaft Lancaster Red Roses in der US-Liga EBA. Er ging nach Schweden, spielte zwei Jahre für Hageby BK sowie ein Jahr für Brahe Basket. 1981 wechselte er zum Södertälje Basketbollklubb (SBBK). Im folgenden Jahr nahm er die schwedische Staatsbürgerschaft an. Er blieb bis 1984 bei SBBK. Später spielte er für KFUM Örebro.

### Trainer
Er wurde als Trainer tätig, arbeitete in Schweden für KFUM Örebro, ab 1990 für die Norrköping Dolphins, später für Heta Skåne Malmö (1990er Jahre). Im März 1999 übernahm DiCocco das Traineramt bei Black Star Mersch in Luxemburg. Im Spieljahr 2000/01 betreute er wieder in Schweden die Mannschaft M7 Borås, im Januar 2001 kam es zur Trennung. 2001/02 war DiCocco in Österreich beim Bundesligisten Wörthersee Piraten als Trainer beschäftigt.